# Ingressiv (Phonetik)
Als Ingressiv wird in der Phonetik ein Laut bezeichnet, bei dem der Phonationsstrom entgegen der normalen Strömungsrichtung (vgl. Egressiv) in eine orale Luftkammer hineinströmt.
Es gibt ingressive Implosive und ingressive Klicklaute, auch Schnalzlaute genannt.
Reine pulmonal-ingressive (inspiratorische) Laute, bei welcher die Luft in die Lunge strömt, kann der Mensch zwar produzieren, sie finden sich aber nur in wenigen Sprachen und erfüllen auch dort nur nebensprachliche Funktionen (z. B. als Interjektionen).